# Charo Esquiva Bañuls
Charo Esquiva Bañuls (nacida el 12 de marzo de 2008 en Bigastro, Alicante, España) es una tenista española.

## Carrera
Esquiva Bañuls juega principalmente en el ITF Junior Tour y el ITF Women's World Tennis Tour, pero aún no ha ganado ningún título.
En 2022 participó en el torneo Les Petits As.
En abril de 2023, ganó el título internacional HTV Junior Open. En mayo, a la edad de 15 años, compitió en la competición júnior del Abierto de Francia. En individuales junior, alcanzó los octavos de final con una victoria por 4:6, 6:4 y 6:3 sobre Mara Gae y una victoria por 7:6 3 y 6:1 sobre Vlada Mincheva, donde perdió ante Rebecca Munk Mortensen 0:6, 6:2 y 6:7 2. En dobles junior, ella y su compañera Zuzanna Pawlikowska perdieron ante Tamara Kostic y Wakana Sonobe en la primera ronda por 3:6 y 2:6. En junio recibió una wildcard para su primer torneo WTA Challenger Series, el BBVA Open Internacional de Valencia, donde perdió 2-6, 2-6 ante Marina Bassols Ribera en la primera ronda.
En 2023 ganó la medalla de bronce en la prueba individual en el Festival Olímpico de Verano de la Juventud Europea en Maribor.